# Ameira atlantica
Ameira atlantica är en kräftdjursart som beskrevs av Noodt 1958. Ameira atlantica ingår i släktet Ameira och familjen Ameiridae. Inga underarter finns listade i Catalogue of Life.